# Theritas theocritus
Theritas theocritus is een vlinder uit de familie van de Lycaenidae. De wetenschappelijke naam van de soort is voor het eerst geldig gepubliceerd in 1793 door Johann Christian Fabricius. De soort komt voor in Mexico, Guatemala, Nicaragua, Panama en Colombia.

## Synoniemen
- Thecla nepia Godman & Salvin, 1887